# Жуковка (Волоколамский район)
Жуковка — деревня в Волоколамском районе Московской области России. Входит в состав сельского поселения Осташёвское. Население — 0 чел. (2010).

## География
Деревня Жуковка расположена на западе Московской области, в южной части Волоколамского района, на правом берегу реки Рузы (на Рузском водохранилище), примерно в 19 км к югу от города Волоколамска. Ближайшие населённые пункты — деревни Кукишево и Иваньково.

## Население
| 1852 | 1859 | 1926 | 2002 | 2006 | 2010 |
| ---- | ---- | ---- | ---- | ---- | ---- |
| 121  | ↘115 | ↗121 | ↘1   | ↗2   | ↘0   |

## История
В «Списке населённых мест» 1862 года Жуковка — владельческая деревня 2-го стана Можайского уезда Московской губернии по левую сторону Волоколамского тракта из города Можайска, в 38 верстах от уездного города, при реке Рузе, с 13 дворами и 115 жителями (60 мужчин, 55 женщин).
По данным 1890 года входила в состав Осташёвской волости Можайского уезда, число душ мужского пола составляло 51 человек.
В 1913 году — 24 двора.
1917—1929 гг. — деревня Осташёвской волости Волоколамского уезда.
По материалам Всесоюзной переписи 1926 года — деревня Кукишевского сельсовета Осташёвской волости Волоколамского уезда, проживал 121 житель (46 мужчин, 75 женщин), насчитывалось 25 крестьянских хозяйств.
С 1929 года — населённый пункт в составе Волоколамского района Московского округа Московской области. Постановлением ЦИК и СНК от 23 июля 1930 года округа как административно-территориальные единицы были ликвидированы.
1929—1939 гг. — деревня Бражниковского сельсовета Волоколамского района.
1939—1954 гг. — деревня Бражниковского сельсовета Осташёвского района.
1954—1957 гг. — деревня Осташёвского сельсовета Осташёвского района.
1957—1963 гг. — деревня Осташёвского сельсовета Волоколамского района.
1963—1965 гг. — деревня Осташёвского сельсовета Волоколамского укрупнённого сельского района.
1965—1994 гг. — деревня Осташёвского сельсовета Волоколамского района.
В 1994 году Московской областной думой было утверждено положение о местном самоуправлении в Московской области, сельские советы как административно-территориальные единицы были преобразованы в сельские округа.
1994—2006 гг. — деревня Осташёвского сельского округа Волоколамского района.
С 2006 года — деревня сельского поселения Осташёвское Волоколамского муниципального района Московской области.